# Volkswagen Golf VI
La Volkswagen Golf VI è la sesta generazione della Volkswagen Golf, un'autovettura prodotta dalla casa automobilistica tedesca Volkswagen dal 2008 al 2012.

## Storia

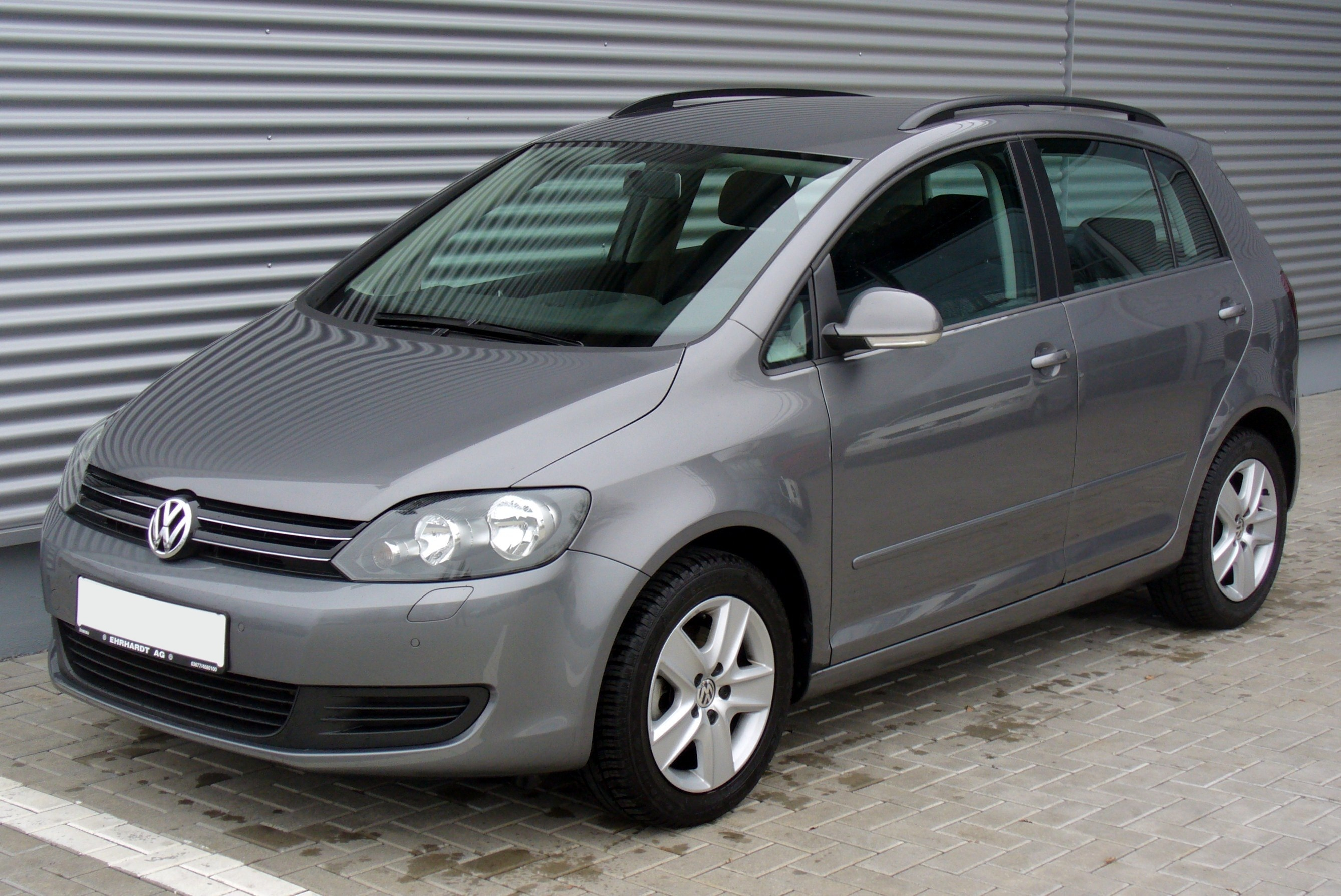
VW Golf VI Plus

La "Golf VI" è stata presentata al salone dell'auto di Parigi il 4 ottobre del 2008, per entrare in produzione a partire dal dicembre dello stesso anno. Questa serie si presenta come un aggiornamento e miglioramento della serie precedente e ne riprende lo stesso telaio di base, nonché gran parte dei componenti, oltre ad inserire importanti novità quali i motori common rail (pur continuando ad utilizzare la sigla TDI) ed alcuni nuovi dispositivi elettronici sia per la sicurezza sia per quanto riguarda l'assetto.
In Italia è commercializzata nelle versioni 3 e 5 porte, Variant (da maggio 2009, che in realtà è la Variant quinta serie con il frontale della Golf VI) e monovolume denominata Plus negli allestimenti Trendline, Comfortline, Highline e BlueMotion oltre alle sportive GTI, GTD e alla R. Nel 2010 viene presentata la nuova Jetta, con carrozzeria profondamente diversa dalla Golf a due volumi; nel 2011 debutta la nuova Golf cabriolet, che si affianca alla versione appena ristilizzata della Eos.
Nei primi mesi del 2012, ci fu, a causa di errori nelle linee di produzione, un richiamo di circa 300.000 veicoli tra cui delle Golf VI, oltre che VW Eos, Jetta, Passat, Scirocco, Tiguan e T5.
Esce di produzione nel 2012 con l'arrivo della nuova generazione di Golf, che poi diverrà Auto dell'anno 2013.

## Linea
Lo stile della sesta serie di Volkswagen Golf, è affidato a Walter De Silva, il quale si avvale della collaborazione del compatriota Flavio Manzoni.

### Esterni
Il frontale presenta la classica calandra VW raccordata con i fanali mentre la coda porta al debutto nuovi gruppi ottici rettangolari disponibili anche con tecnologia a LED.
La linea complessiva della carrozzeria rimane del tutto simile a quella della versione che la precede, quindi non eccessiva e caratterizzata da un disegno molto semplice.

### Interni e dotazione

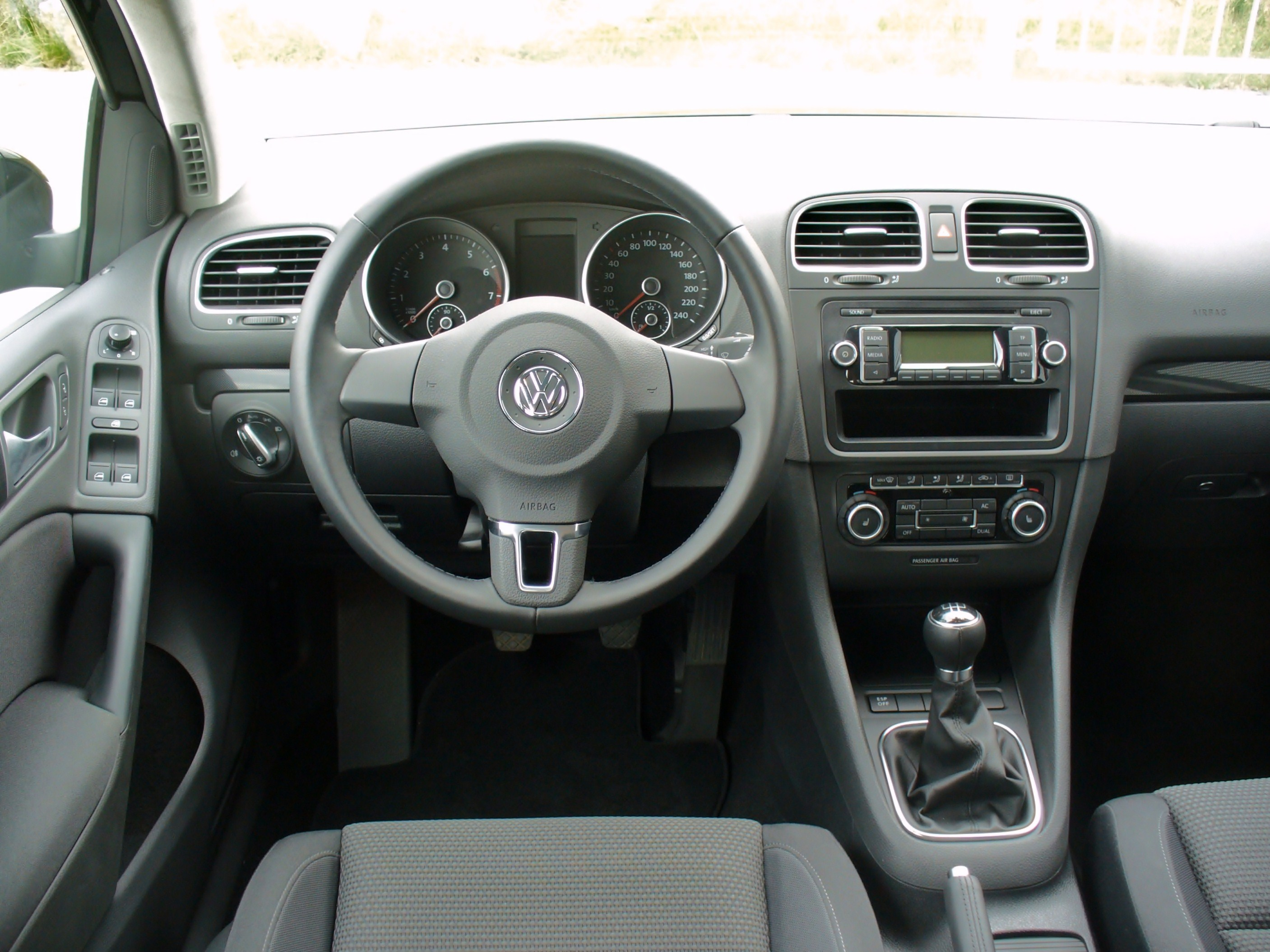
Interni della vettura

Gli interni si distinguono per un disegno razionale e sobrio, con rifiniture in plastica abbinate ad inserti in contrasto di materiale variabile a seconda dell'allestimento.
La dotazione di serie può essere arricchita con climatizzatore automatico mentre è di serie il sistema anti-bloccaggio delle ruote (ABS), controllo elettronico della trazione, controllo di stabilità e il ripartitore elettronico di frenata di emergenza.
La capacità del bagagliaio è di 350 litri, che possono arrivare a 1.305 con i sedili abbattuti. La Golf VI raggiunge la valutazione di 5 cinque stelle nei crash test dell'Euro NCAP, è quindi dotata di ESP e monta di serie sette airbag (compreso quello per ginocchia del conducente).

## Motorizzazioni

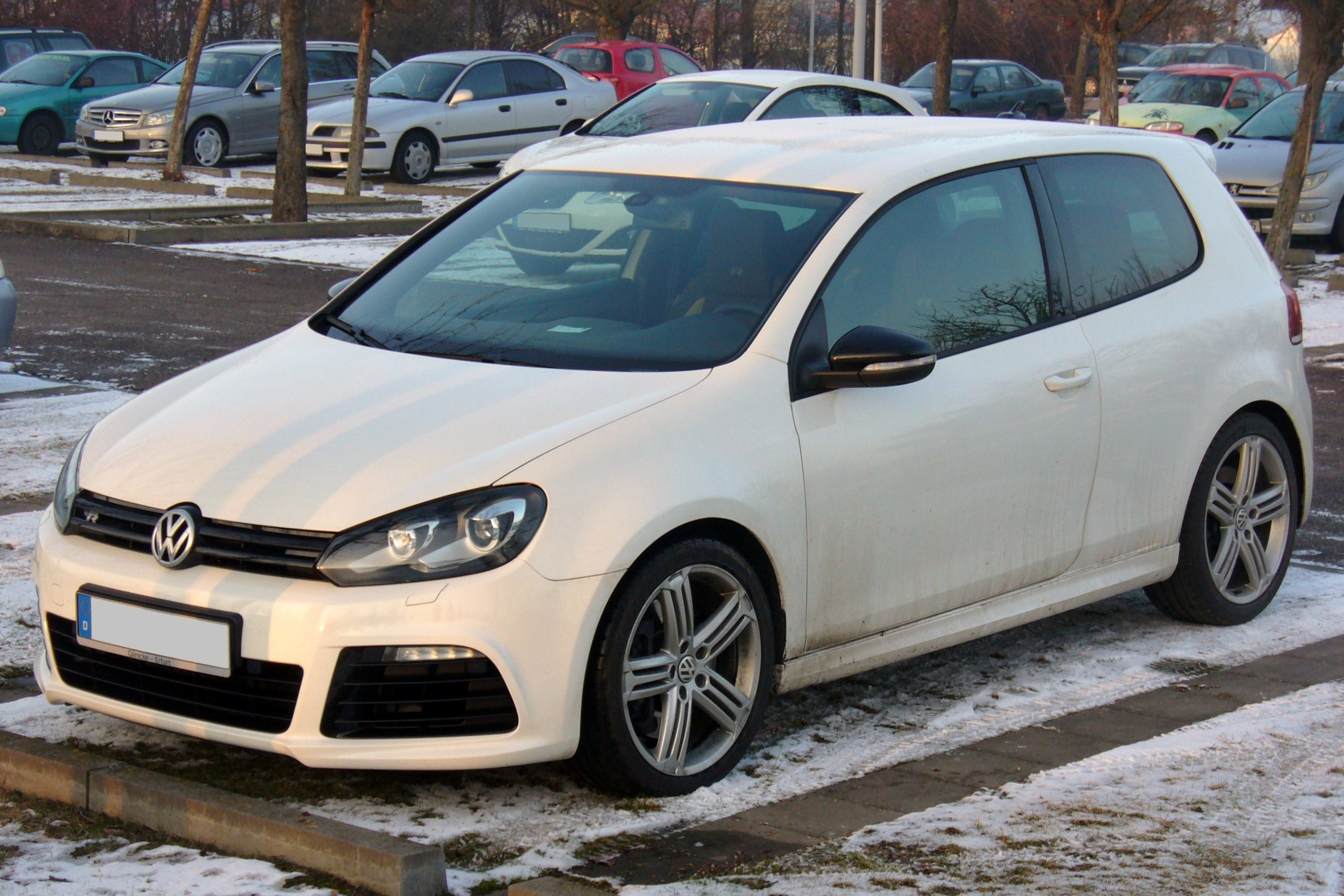
Una VW Golf R 3 porte

La Golf 6 è venduta con le motorizzazioni benzina da 1,4 litri aspirato ad iniezione elettronica da 80 cavalli (importato in Italia da dicembre 2010 nell'allestimento United disponibile solo nei colori bianco o nero) abbinato al cambio manuale a cinque marce, 1.4 TSI con turbocompressore ed iniezione elettronica sedici valvole da 122 cavalli e la versione con compressore volumetrico Roots da 160 cavalli, abbinate entrambe ad un manuale a sei rapporti oppure ad un cambio robotizzato DSG sette rapporti sequenziali, 1,6 litri aspirato ad iniezione elettronica con distribuzione ad otto valvole, 102 cavalli con cambio manuale da 5 rapporti, dall'aprile 2010 disponibile solo nella versione Bifuel a GPL, 1.8 TSI con un solo turbocompressore a iniezione diretta da 160 cavalli disponibile solo per alcuni mercati esteri e il recente e piccolo 1.2 TSI da 105 cavalli abbinato al cambio manuale a 6 rapporti oppure al DSG.
In seguito la gamma si è estesa con l'arrivo del 2,0 litri TSI turbo da 210 cavalli per la Golf GTI e la versione più potente con turbocompressore maggiorato e trazione integrale Haldex 4Motion da 272 cavalli riservato alla Golf R.
I motori diesel abbandonano l'iniettore pompa per passare all'iniezione common rail, la gamma si compone dei quattro cilindri TDI 2.0 da 140 e per la GTD da 170 cavalli con filtro antiparticolato di serie, il 1.6 TDI da 105 cavalli (quest'ultimo sostituisce il 2.0 TDI da 110 cavalli presente fino ad inizio 2010). Inoltre è disponibile anche la versione speciale Golf BlueMotion con emissioni di anidride carbonica contenute (99g/km) e consumi ridotti.

## Riepilogo versioni
| Modello            | Disponibilità    | Motore      | Cilindrata (cm³) | Potenza         | Coppia Massima (Nm) | Emissioni CO2 (g/km) | 0–100 km/h (secondi) | Velocità max (km/h) | Consumo medio (km/l) |
| 1.2 TSI            | dal 2010         | Benzina     | 1197             | 77 kW (105 CV)  | 175                 | 134                  | 10.6                 | 190                 | 17.5                 |
| 1.4                | dal 2010         | Benzina     | 1390             | 59 kW (80 CV)   | 132                 | 149                  | 13.9                 | 172                 | 15.0                 |
| 1.4 TSI/122 Cv     | dal 2010         | Benzina     | 1390             | 90 kW (122 CV)  | 200                 | 149                  | 9.3                  | 202                 | 16.1                 |
| 1.4 TSI/160 Cv     | dal 2008 al 2011 | Benzina     | 1390             | 118 kW (160 CV) | 240                 | 145                  | 8.0                  | 220                 | 15.3                 |
| 1.6                | dal 2008 al 2010 | Benzina     | 1595             | 75 kW (102 CV)  | 148                 | 166                  | 11.3                 | 188                 | 13.4                 |
| 2.0 TSI GTI        | dal 2009         | Benzina     | 1984             | 155 kW (211 CV) | 280                 | 170                  | 6.9                  | 238                 | 13.7                 |
| 2.0 R TSI          | dal 2010         | Benzina     | 1984             | 199 kW (271 CV) | 350                 | 195                  | 5.3                  | 250                 | 11.9                 |
| 1.6 TDI            | dal 2009         | Diesel      | 1598             | 77 kW (105 CV)  | 250                 | 119                  | 11.3                 | 189                 | 22.2                 |
| 1.6 TDI BlueMotion | dal 2008         | Diesel      | 1598             | 77 kW (105 CV)  | 250                 | 107                  | 11.3                 | 190                 | 24.4                 |
| 2.0 TDI/110 Cv DPF | dal 2008 al 2010 | Diesel      | 1968             | 81 kW (110 CV)  | 250                 | 128                  | 10.7                 | 193                 | 19.6                 |
| 2.0 TDI/140 Cv DPF | dal 2008         | Diesel      | 1968             | 103 kW (140 CV) | 320                 | 129                  | 9.3                  | 215                 | 20.4                 |
| 2.0 TDI GTD        | dal 2008         | Diesel      | 1968             | 125 kW (170 CV) | 350                 | 139                  | 8.1                  | 229                 | 18.9                 |
| 1.6 Bi-Fuel        | dal 2008         | Benzina/GPL | 1595             | 75 kW (102 CV)  | 148                 | 149                  | 11.3                 | 188                 | 10.9                 |

## Versioni speciali
Per la Golf VI, ci sono stati nel corso del tempo alcuni modelli speciali. Tra il dicembre 2009 e dicembre 2010 il modello speciale era il TEAM offerto in base alla linea di allestimento Comfortline. Le caratteristiche standard comprendevano vetri oscurati dal montante B, cerchi da 16 pollici in lega, sedili riscaldabili e cruise control. Riconoscere questo modello è possibile dalla scritta sul montante posteriore. Nel gennaio 2011, la Golf TEAM è sostituita dal modello speciale STYLE, che ora è basato sulla versione base Trendline. Lo STYLE differisce dalla Golf normale nei montanti B, i porta targhe di vernice nera come specchietti e retrovisori esterni, oltre che il pacchetto inverno, la luce, il pacchetto vista ed i fendinebbia, climatizzatore "Climatronic", così come altri comfort.
La STYLE viene sostituita nel dicembre 2011 dal modello speciale MATCH. Anche questo è basato sulla versione base Trendline e offre una gamma simile di attrezzature come la precedente edizione speciale.